# Романс (Удине)
Романс (итал. Romans) је насеље у Италији у округу Удине, региону Фурланија-Јулијска крајина.
Према процени из 2011. у насељу је живело 524 становника. Насеље се налази на надморској висини од 18 м.